# Vagan (gmina Rudo)
Vagan (cyr. Ваган) – wieś w Bośni i Hercegowinie, w Republice Serbskiej, w gminie Rudo. W 2013 roku liczyła 53 mieszkańców.